# Dekanat Dzierżoniów
Dekanat Dzierżoniów – jeden z 24 dekanatów w rzymskokatolickiej diecezji świdnickiej. Powstał 11 czerwca 2007 na mocy dekretu bp. Ignacego Deca. W skład dekanatu wchodzą trzy parafie z byłego dekanatu Dzierżoniów-Południe (parafia Chrystusa Króla, parafia Królowej Różańca Świętego i parafia św. Jana Chrzciciela) oraz pięć parafii z byłego dekanatu Dzierżoniów-Północ.
Dekanat znajduje się na terenie województwa dolnośląskiego, w większości w powiecie dzierżoniowskim i po części w powiecie wrocławskim. Jego siedziba ma miejsce w Dzierżoniowie, w kościele Królowej Różańca Świętego.

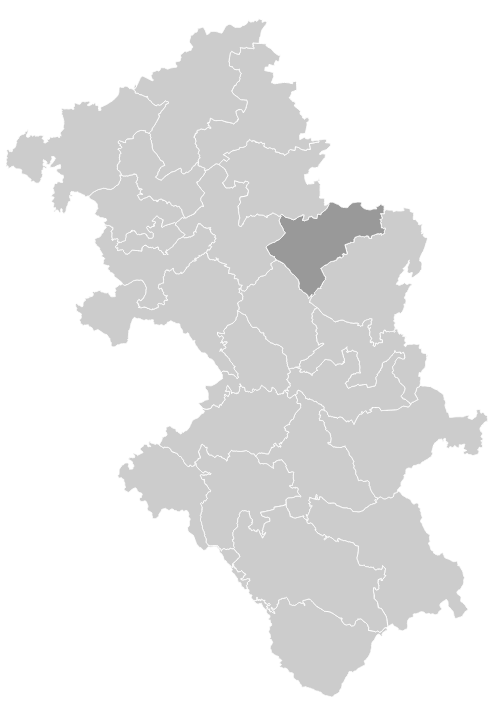
Położenie na mapie diecezji

## Parafie i miejscowości
W skład dekanatu wchodzi 8 parafii:

### parafia Chrystusa Króla
- Dzierżoniów → kościół parafialny

### parafia Królowej Różańca Świętego
- Dzierżoniów → kościół parafialny i kaplica mszalna bł. Jana Pawła II

### parafia Maryi Matki Kościoła
- Dzierżoniów → kościół parafialny, kościoły pomocnicze Trójcy Przenajśw. oraz Niepokalanego Poczęcia NMP
  - Nowe Miasto

### parafia św. Jerzego
- Dzierżoniów → kościół parafialny i kościół pomocniczy Zmartwychwstania Pańskiego
  - Podgórzno
  - Sobieszyn

### parafia św. Jana Chrzciciela
- Mościsko → kościół parafialny
- Nowizna → kościół filialny Najśw. Serca Pana Jezusa

### parafia Wniebowstąpienia Pańskiego
- Jaźwina → kościół parafialny
  - Janczowice
  - Kuchary
  - Stoszów → kościół filialny Trójcy Przenajśw.
  - Uliczno
- Uciechów → kościół filialny św. Bartłomieja oraz kaplica cmentarna św. Józefa
  - Kołaczów

W granicach parafii znajdują się także dwie miejscowości (Albinów i Borowica), które do 1 stycznia 2007 były przysiółkami wsi Uciechów, ale zostały ostatecznie do niej przyłączone.

### parafia Narodzenia NMP
- Jędrzejowice
- Kiełczyn → kościół parafialny
- Książnica
- Tuszyn → kościół filialny Najśw. Serca Pana Jezusa
- Włóki

### parafia św. Michała Archanioła
- Młynica
  - Domaszów
- Oleszna → siedziba proboszcza oraz kościół filialny Wniebowzięcia NMP
- Piotrówek → kaplica mszalna NMP Różańcowej
- Słupice → kościół parafialny
  - Domanice

Powyższy wykaz przedstawia wszystkie miasta, wsie oraz dzielnice miast, przysiółki wsi i osady w dekanacie.

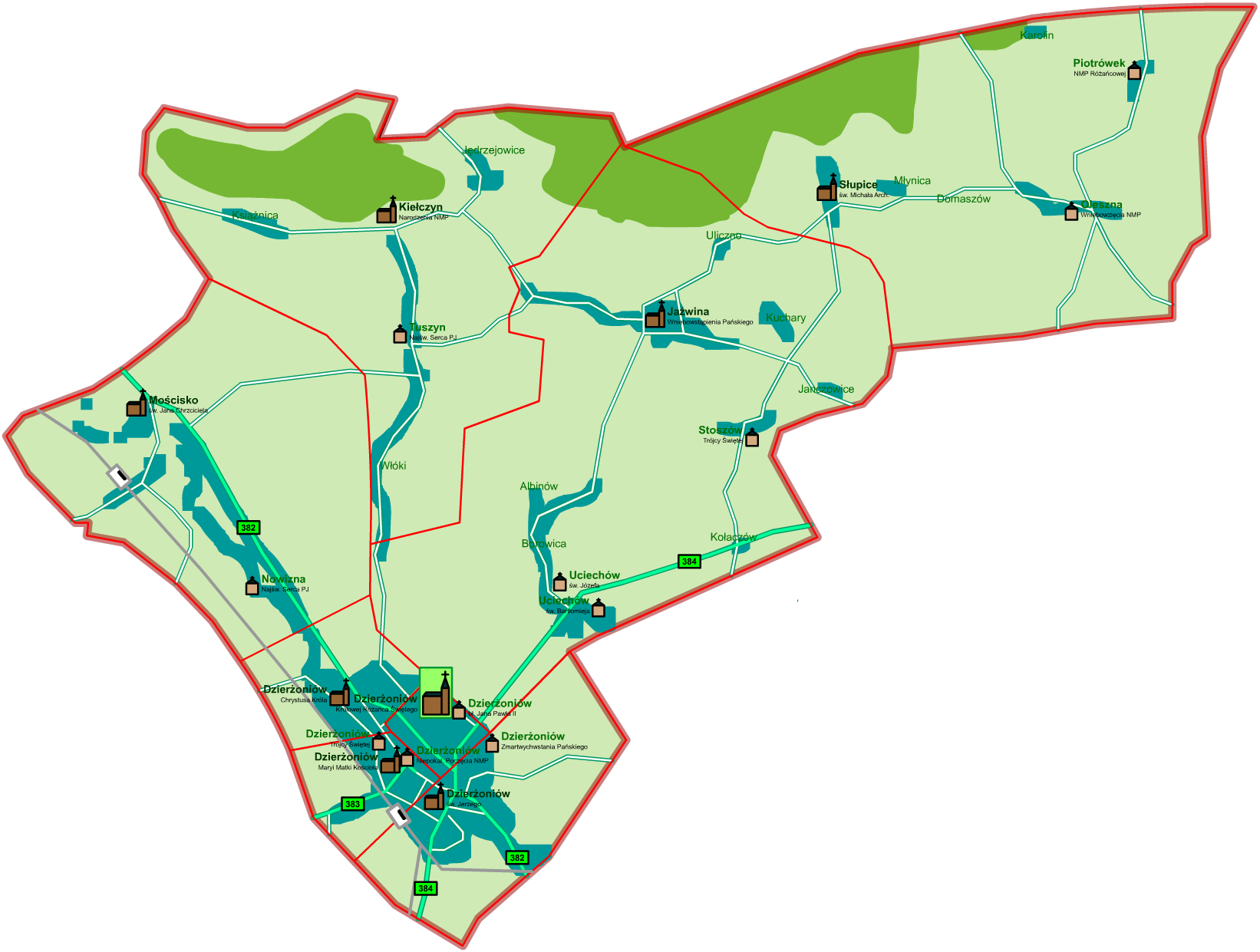
Dekanat Dzierżoniów

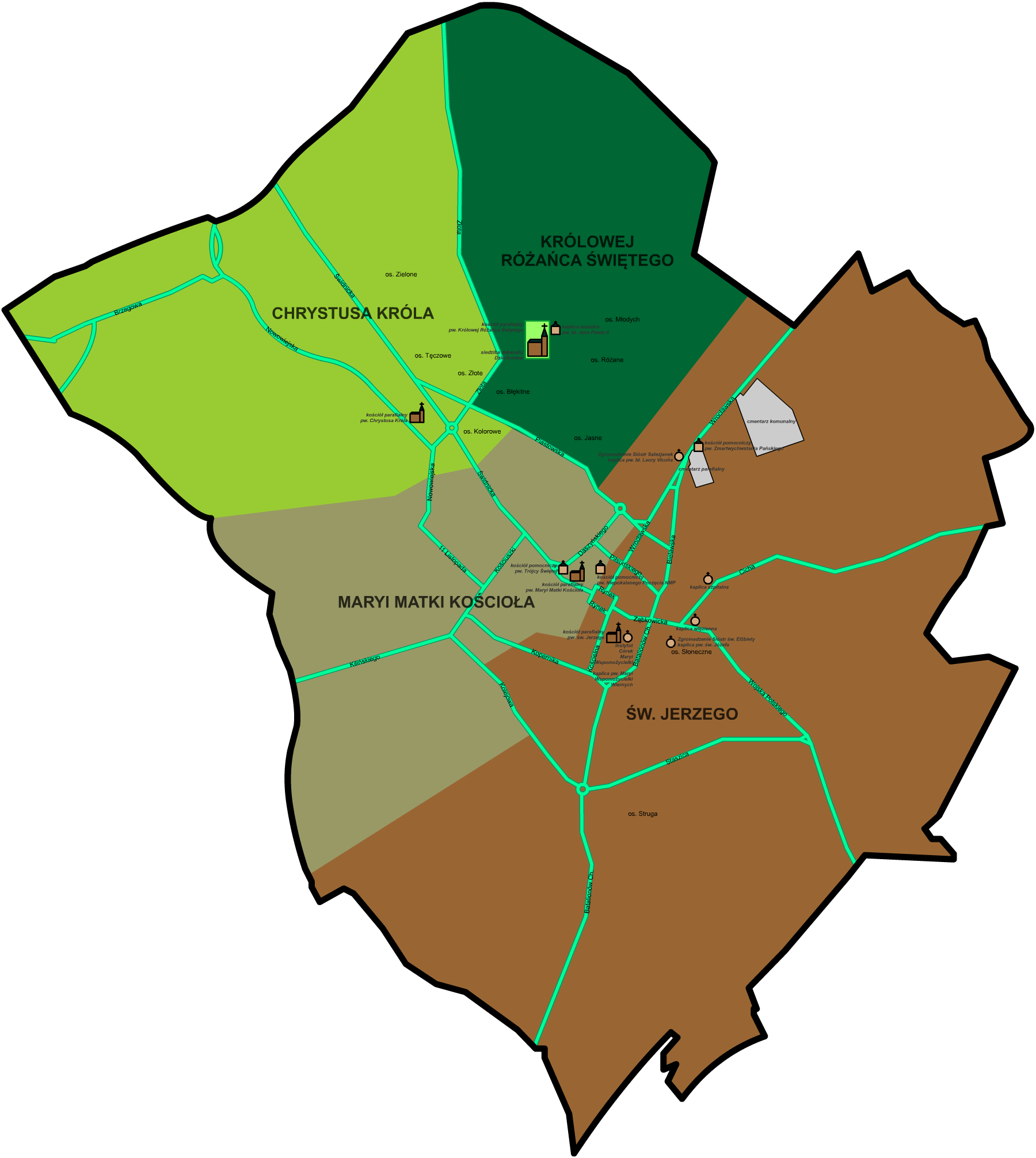
Podział Dzierżoniowa na parafie

## Kapłani
W parafiach pracuje następująca liczba księży:
- parafia Chrystusa Króla → 3 (proboszcz i 2 wikariuszów); mieszka także 1 ksiądz emerytowany
- parafia Królowej Różańca Świętego → 4 (proboszcz, 2 wikariuszów i 1 rezydent)
- parafia Maryi Matki Kościoła → 3 (proboszcz i 2 wikariuszów)
- parafia św. Jerzego → 3 (proboszcz i 2 wikariuszów); mieszka także 1 kapelan sióstr
- parafia św. Jana Chrzciciela → 1 proboszcz
- parafia Wniebowstąpienia Pańskiego → 1 proboszcz
- parafia Narodzenia NMP → 1 proboszcz
- parafia św. Michała Archanioła → 1 proboszcz

## Dekanatysąsiednie
- Diecezja świdnicka:
  - Bielawa
  - Piława Górna
  - Świdnica-Wschód
  - Świdnica-Zachód
- Archidiecezja wrocławska:
  - Borów
  - Sobótka